# Shannon Larkin
Pour les articles homonymes, voir Larkin.
Shannon Larkin (né le 24 avril 1967) est l'actuel batteur du groupe Godsmack et l'ancien du groupe Ugly Kid Joe.
Il a enregistré les parties batteries de la chanson 30/30-150 de Stone Sour sur l'album 
Come What(ever) May pour aider le groupe après le départ du batteur Joel Ekman au cours de l'enregistrement.